# La Grande Illusion (essai)
Pour les articles homonymes, voir La Grande Illusion (homonymie).
 (décembre 2023).
Si vous disposez d'ouvrages ou d'articles de référence ou si vous connaissez des sites web de qualité traitant du thème abordé ici, merci de compléter l'article en donnant les références utiles à sa vérifiabilité et en les liant à la section « Notes et références ».
La Grande Illusion (titre original en anglais : The Great Illusion) est un essai de l'homme politique britannique Norman Angell paru en 1910. Une première version est parue en 1909 en Angleterre sous le titre Europe's Optical Illusion.
Selon cet essai, une guerre ne peut plus éclater, grâce au poids du crédit présent partout dans le monde, ou si elle éclate, elle serait courte. Cela contribua au fait que la population européenne n'était pas prête à la guerre.[réf. souhaitée] Traduit simultanément dans de très nombreux pays, cette analyse de Norman Angell a été contredite par le déroulement de la Première Guerre mondiale. 
Cependant en 1933, Angell fait paraître une nouvelle version de son livre qui lui vaut le prix Nobel de la paix la même année. Il y modifie son analyse d'avant-guerre : selon lui, une nation ne gagne pas à déclarer la guerre pour des raisons économiques.